# Arne Sorenson
Arne Morris Sorenson (ur. 13 października 1958 w Tokio, zm. 15 lutego 2021) – amerykański prezes i dyrektor generalny największej sieci hotelowej na świecie Marriott International. Wcześniej pracował w Waszyngtonie, w firmie Latham & Watkins, specjalizującej się w sporach dotyczących fuzji i przejęć. Był również dyrektorem w Walmart oraz pełnił funkcję dyrektora operacyjnego w Marriott International.

## Życiorys
Był pierwszą osobą spoza rodziny Marriott, która prowadziła firmę. Prezesem i dyrektorem generalnym sieci Marriott International został 31 marca 2012, zastępując Billa Marriotta. Swoją karierę w sieci jako dyrektor rozpoczął od  podróży do Brazylii w celu sprawdzenia obiektów hotelowych. W marcu 2020 ogłosił, że rezygnuje ze swojej pensji do końca roku, aby zmniejszyć wpływ COVID-19 na firmę.

## Życie prywatne
Urodził się w Japonii, w Tokio jako syn luterańskiego kaznodziei. Był żonaty i miał czworo dzieci.